# Neópolis
Neópolis is een gemeente in de Braziliaanse deelstaat Sergipe. De gemeente telt 19.538 inwoners (schatting 2009).